# Акула-щелепи
Акула-щелепи (Carcharhinus amboinensis) — акула з роду сіра акула родини сірі акули. Інші назви «свиноока акула», «індо-тихоокеанська темнопера сіра акула», «мадагаскаро-індонезійська сіра акула», «лиманна акула», «яванська акула», «амбоїнська сіра акула».

## Опис
Загальна довжина досягає 2,8 м. Має схожість на тупорилу та гангську акулу. Голова велика й щільна. Морда широка, тупо закруглена з мигательною перетинкою. Очі маленькі, круглі, схожі на свинячі. Звідси походить одна з назв цієї акули. Верхні губні борозни слабко помітні. Рот доволі великий. Щелепи дуже потужні, здатні широко розкриватися. За свої щелепи ця акула отримала свою назву. На верхній щелепі 11-13 рядків зубів. Ці зуби великі, трикутної форми з пилковими крайками. На нижній щелепі 10-12 рядків зубів. Вони більш вузькі ніж на верхній щелепі, з широким дугоподібним корінням. У неї 5 пар зябрових щілин середнього розміру. Тулуб масивний та товстий. Осьовий скелет наділений 185–195 хребців. Грудні плавці великі. Має 2 спинних плавця. Передній спинний плавець значно перевершує задній. Черевні та нальний плавець за розміром майже дорівнює задньому спинному плавцю. Хвостовий плавець має більш розвинену верхню лопать з «вимпелом» на кінчику.
Забарвлення спини та боків сіре. Черево має білий колір. На кінчиках плавців присутні слабкопомітні темні плями, що більш помітні у молодих особин. З боків іноді присутня поздовжна бліда біла смуга.

## Спосіб життя
Воліє триматися неподалік від берегової лінії, зони прибою, мілини, невеличких заток, гирл річок під час припливу. Живиться костистими рибами, переважно донними, молодими акулами, скатами, креветками, омарами, кальмарами, восьминогами, каракатицями, равлюками та іншими черевоногими молюсками, іноді падлом.
Статева зрілість у самців настає при розмірі 1,9 м, у самиць — 2,1 м. Це яйцеживородна акула. Вагітність триває близько 11 місяців (в залежності від регіону мешкання). Самиця народжує від 3 до 13 акуленят, зазвичай 5, завдовжки 70-72 см.
М'ясо їстівне, використовується в сушеному, соленому вигляді.
Є потенційно небезпечною для людини. Разом з тим не зафіксовано фактів нападу на людей.

## Розповсюдження
Мешкає між широтами 26° півн. ш. та 26° півд. ш.: від Нігерії (у Гвінейській затоці) до Еритреї (в Червоному морі), інколи потрапляє до Середземного моря. Зустрічається також біля півдня Аравійського півострова, узбережжя Ірану, Пакистану, Індії, Шрі-Ланки, М'янми, Таїланда, Малайзії, Індонезії, Індокитаю, Філіппін, південного Китаю, о. Нова Гвінея, північної та східної Австралії.